# دي روبسون
دي روبسون (بالإنجليزية: Dee Robson)‏ هي مصممة أزياء تقليدية بريطانية، ولدت في القرن العشرين.

## وصلات خارجية
- دي روبسون على موقع IMDb (الإنجليزية)